# Ватерполо за жене на Летњим олимпијским играма 2012.
Четврти олимпијски турнир у ватерполу за жене одржан је у оквиру Летњих олимпијских игара 2012. у Лондону у периоду од 30. јула до 9. августа на базену Ватерполо арене у Олимпијском парку.
Учествовало је 8 репрезентација подељених у почетку у две групе са по 4 тима. Сваки тим је имао максимално 13 пријављених играчица. Бранилац титуле из Пекинга селекција Холандије није бранила титулу јер није успела да се квалификује за ове игре.
Нови олимпијски победник је постала репрезентација САД пошто је у финалу победила Шпанију са 8:5. Бронзану медаљу је освојила Аустралија победом над Мађарском од 13:11.

## Освајачи медаља
| Злато            | Сребро  | Бронза     |  |  |  |  |
|                  |         |            |  |  |  |  |
| Сједињене Државе | Шпанија | Аустралија |  |  |  |  |

## Учесници
| Репрезентација       | Квалификација                        | Последње учешће        | Најбољи пласмани |
| -------------------- | ------------------------------------ | ---------------------- | ---------------- |
| Аустралија           | Океанија                             | Пекинг 2008:           | (2000)           |
| Кина                 | 1. место на азијским квалификацијама | Пекинг 2008: 5. место  | 5. место (2008)  |
| Уједињено Краљевство | Домаћин турнира                      | Дебитант               | ---              |
| Италија              | 2. на светским квалификацијама       | Пекинг 2008: 6. место  | (2004)           |
| Русија               | 3. на светским квалификацијама       | Пекинг 2008: 7. место  | (2000)           |
| Шпанија              | 1. на светским квалификацијама       | Дебитант               | ---              |
| Сједињене Државе     | 1. на панамеричким играма 2011.      | Пекинг 2008: Сребро    | (2000, 2008)     |
| Мађарска             | 4. на светским квалификацијама       | Атланта 2008: 4. место | 4. место (2008)  |

Жреб за групну фазу такмичења одржан је 7. маја 2012. У групној фази игра се системом свако са сваким, а све четири екипе из обе групе настваљају такмичење у четврфиналу (нокаут фазу).

### Група А
| 30. јул 2012. 15:30 | Детаљи | Шпанија                                      | 11 : 6  | Кина          | Ватерполо арена Судије: Алан Балфанбајев (КАЗ), Кори Вилијамс (НЗЛ) |
| 30. јул 2012. 15:30 | Детаљи | Резултати по четвртинама: 2:2, 4:2, 4:2, 1:0 |         |               | Ватерполо арена Судије: Алан Балфанбајев (КАЗ), Кори Вилијамс (НЗЛ) |
| 30. јул 2012. 15:30 | Детаљи | Еспар 3                                      | Стрелци | Ma Huanhuan 3 | Ватерполо арена Судије: Алан Балфанбајев (КАЗ), Кори Вилијамс (НЗЛ) |

| 30. јул 2012. 19:40 | Детаљи | Мађарска                                     | 13 : 14 | Сједињене Државе | Ватерполо арена Судије: Брајан Литлџон (ВБ), Денис Данелон (БРА) |
| 30. јул 2012. 19:40 | Детаљи | Резултати по четвртинама: 3:4, 4:4, 2:3, 4:3 |         |                  | Ватерполо арена Судије: Брајан Литлџон (ВБ), Денис Данелон (БРА) |
| 30. јул 2012. 19:40 | Детаљи | Бујка 4                                      | Стрелци | Стифенс 7        | Ватерполо арена Судије: Брајан Литлџон (ВБ), Денис Данелон (БРА) |

| 1. август 2012. 14:10 | Детаљи | Мађарска                                     | 11 : 10 | Кина            | Ватерполо арена Судије: Георгиос Ставридис (ГРЧ), Светлана Древал (РУС) |
| 1. август 2012. 14:10 | Детаљи | Резултати по четвртинама: 1:3, 4:4, 4:3, 2:0 |         |                 | Ватерполо арена Судије: Георгиос Ставридис (ГРЧ), Светлана Древал (РУС) |
| 1. август 2012. 14:10 | Детаљи | Сич 4                                        | Стрелци | 4 играчице по 2 | Ватерполо арена Судије: Георгиос Ставридис (ГРЧ), Светлана Древал (РУС) |

| 1. август 2012. 18:20 | Детаљи | Шпанија                                      | 9 : 9   | Сједињене Државе | Ватерполо арена Судије: Мери Дезлиер (КАН), Антон Бервоетс (ХОЛ) |
| 1. август 2012. 18:20 | Детаљи | Резултати по четвртинама: 3:1, 2:2, 1:4, 3:2 |         |                  | Ватерполо арена Судије: Мери Дезлиер (КАН), Антон Бервоетс (ХОЛ) |
| 1. август 2012. 18:20 | Детаљи | Пареха 4                                     | Стрелци | Крег 4           | Ватерполо арена Судије: Мери Дезлиер (КАН), Антон Бервоетс (ХОЛ) |

| 3. август 2012. 15:30 | Детаљи | Шпанија                                      | 13 : 11 | Мађарска | Ватерполо арена Судије: Масимилијано Капути (ИТА), Светлана Древал (РУС) |
| 3. август 2012. 15:30 | Детаљи | Резултати по четвртинама: 4:3, 3:2, 3:2, 3:4 |         |          | Ватерполо арена Судије: Масимилијано Капути (ИТА), Светлана Древал (РУС) |
| 3. август 2012. 15:30 | Детаљи | Еспар 3                                      | Стрелци | Антал 4  | Ватерполо арена Судије: Масимилијано Капути (ИТА), Светлана Древал (РУС) |

| 3. август 2012. 19:40 | Детаљи | Кина                                         | 6 : 7   | Сједињене Државе | Ватерполо арена Судије: Данијел Флахив (АУС), Маријо Бргуљан (ЦГ) |
| 3. август 2012. 19:40 | Детаљи | Резултати по четвртинама: 1:0, 2:2, 0:3, 3:2 |         |                  | Ватерполо арена Судије: Данијел Флахив (АУС), Маријо Бргуљан (ЦГ) |
| 3. август 2012. 19:40 | Детаљи | Ma Huanhuan, Sun Yating 2                    | Стрелци | Стифенс 3        | Ватерполо арена Судије: Данијел Флахив (АУС), Маријо Бргуљан (ЦГ) |

| Репрезентација   | ОУ | П | Н | И | ДГ | ПГ | РГ | Бод |
| ---------------- | -- | - | - | - | -- | -- | -- | --- |
| Шпанија          | 3  | 2 | 1 | 0 | 33 | 26 | +7 | 5   |
| Сједињене Државе | 3  | 2 | 1 | 0 | 30 | 28 | +2 | 5   |
| Мађарска         | 3  | 1 | 0 | 3 | 35 | 37 | -2 | 2   |
| Кина             | 3  | 0 | 0 | 3 | 22 | 29 | -7 | 0   |

### Група Б
| 30. јул 2012. 18:20 | Детаљи | Уједињено Краљевство                         | 6 : 7   | Русија                  | Ватерполо арена Судије: Мери Дезлиер (КАН), Ни Шивеи (КИН) |
| 30. јул 2012. 18:20 | Детаљи | Резултати по четвртинама: 2:3, 3:2, 0:1, 1:1 |         |                         | Ватерполо арена Судије: Мери Дезлиер (КАН), Ни Шивеи (КИН) |
| 30. јул 2012. 18:20 | Детаљи | Вистанли-Смит 3                              | Стрелци | Белијаева, Прокофјева 2 | Ватерполо арена Судије: Мери Дезлиер (КАН), Ни Шивеи (КИН) |

| 30. јул 2012. 15:30 | Детаљи | Италија                                      | 8 : 10  | Аустралија | Ватерполо арена Судије: Стивен Ротсарт (САД), Gyorgy Juhasz (МАЂ) |
| 30. јул 2012. 15:30 | Детаљи | Резултати по четвртинама: 1:2, 3:2, 0:4, 4:2 |         |            | Ватерполо арена Судије: Стивен Ротсарт (САД), Gyorgy Juhasz (МАЂ) |
| 30. јул 2012. 15:30 | Детаљи | Ди Марио, Радичи 2                           | Стрелци | Гинтер 3   | Ватерполо арена Судије: Стивен Ротсарт (САД), Gyorgy Juhasz (МАЂ) |

| 1. август 2012. 19:40 | Детаљи | Уједињено Краљевство                         | 3 : 16  | Аустралија | Ватерполо арена Судије: Гас Пинкер (ЈАР), Денис Данелон (БРА) |
| 1. август 2012. 19:40 | Детаљи | Резултати по четвртинама: 1:3, 1:3, 1:5, 0:5 |         |            | Ватерполо арена Судије: Гас Пинкер (ЈАР), Денис Данелон (БРА) |
| 1. август 2012. 19:40 | Детаљи | Вилкокс 2                                    | Стрелци | Вебстер 5  | Ватерполо арена Судије: Гас Пинкер (ЈАР), Денис Данелон (БРА) |

| 1. август 2012. 15:30 | Детаљи | Италија                                      | 4 : 7   | Русија   | Ватерполо арена Судије: Серхи Санчез (ШПА), Херман Молер (АРГ) |
| 1. август 2012. 15:30 | Детаљи | Резултати по четвртинама: 0:1, 1:1, 1:4, 2:1 |         |          | Ватерполо арена Судије: Серхи Санчез (ШПА), Херман Молер (АРГ) |
| 1. август 2012. 15:30 | Детаљи | Ди Марио 2                                   | Стрелци | Лисунова | Ватерполо арена Судије: Серхи Санчез (ШПА), Херман Молер (АРГ) |

| 3. август 2012. 18:20 | Детаљи | Уједињено Краљевство                         | 5 : 10  | Италија           | Ватерполо арена Судије: Херман Молер (АРГ), Казухико Макита (ЈАП) |
| 3. август 2012. 18:20 | Детаљи | Резултати по четвртинама: 2:4, 1:2, 1:2, 1:2 |         |                   | Ватерполо арена Судије: Херман Молер (АРГ), Казухико Макита (ЈАП) |
| 3. август 2012. 18:20 | Детаљи | Гибсон-Бирн 2                                | Стрелци | Емоло, Ди Марио 3 | Ватерполо арена Судије: Херман Молер (АРГ), Казухико Макита (ЈАП) |

| 3. август 2012. 15:30 | Детаљи | Русија                                       | 8 : 11  | Аустралија | Ватерполо арена Судије: Драган Штампалија (ХРВ), Мари Дезлиер (КАН) |
| 3. август 2012. 15:30 | Детаљи | Резултати по четвртинама: 4:6, 1:2, 1:0, 2:3 |         |            | Ватерполо арена Судије: Драган Штампалија (ХРВ), Мари Дезлиер (КАН) |
| 3. август 2012. 15:30 | Детаљи | Лисунова 3                                   | Стрелци | Гинтер 2   | Ватерполо арена Судије: Драган Штампалија (ХРВ), Мари Дезлиер (КАН) |

| Репрезентација       | ОУ | П | Н | И | ДГ | ПГ | РГ  | Бод |
| -------------------- | -- | - | - | - | -- | -- | --- | --- |
| Аустралија           | 3  | 3 | 0 | 0 | 37 | 19 | +18 | 6   |
| Русија               | 3  | 2 | 0 | 1 | 22 | 21 | +1  | 4   |
| Италија              | 3  | 1 | 0 | 2 | 22 | 22 | 0   | 2   |
| Уједињено Краљевство | 3  | 0 | 0 | 3 | 14 | 33 | -19 | 0   |

## Елиминациона фаза
|  | Четвртфинале      | Четвртфинале      |                   |        | Полуфинале  | Полуфинале  |  |  | Финале | Финале |
|  |                   |                   |                   |        |             |             |  |  |        |        |
|  | 5. август - 19:10 |                   |                   |        |             |             |  |  |        |        |
|  |                   |                   |                   |        |             |             |  |  |        |        |
|  | Шпанија           | 9                 |                   |        |             |             |  |  |        |        |
|  | Шпанија           | 9                 | 7. август - 15:30 |        |             |             |  |  |        |        |
|  | Велика Британија  | 7                 |                   |        |             |             |  |  |        |        |
|  | Велика Британија  | 7                 | Шпанија           | 10     |             |             |  |  |        |        |
|  | 5. август - 16:10 |                   | Шпанија           | 10     |             |             |  |  |        |        |
|  |                   | Мађарска          | 9                 |        |             |             |  |  |        |        |
|  | Мађарска          | Мађарска          | 9                 | 11     |             |             |  |  |        |        |
|  | Мађарска          |                   | 9. август - 20:00 | 11     |             |             |  |  |        |        |
|  | Русија            | 10                |                   |        |             |             |  |  |        |        |
|  | Русија            | 10                | Шпанија           | 5      |             |             |  |  |        |        |
|  | 5. август - 20:20 |                   | Шпанија           | 5      |             |             |  |  |        |        |
|  |                   | Сједињене Државе  | 8                 |        |             |             |  |  |        |        |
|  | Сједињене Државе  | Сједињене Државе  | 8                 | 9      |             |             |  |  |        |        |
|  | Сједињене Државе  | 7. август - 19:40 |                   | 9      |             |             |  |  |        |        |
|  | Италија           | 6                 |                   |        |             |             |  |  |        |        |
|  | Италија           | 6                 | Сједињене Државе  | 11     |             |             |  |  |        |        |
|  | 5. август - 14:50 |                   | Сједињене Државе  | 11     |             |             |  |  |        |        |
|  |                   | Аустралија        | 9                 |        | Треће место | Треће место |  |  |        |        |
|  | Кина              | Аустралија        | 9                 | 16 (2) | Треће место | Треће место |  |  |        |        |
|  | Кина              |                   | 9. август - 18:40 | 16 (2) |             |             |  |  |        |        |
|  | Аустралија        | 16 (4) п.п.       |                   |        |             |             |  |  |        |        |
|  | Аустралија        | 16 (4) п.п.       | Мађарска          | 13     |             |             |  |  |        |        |
|  |                   |                   |                   |        |             |             |  |  |        |        |
|  | Аустралија        | 11                |                   |        |             |             |  |  |        |        |
|  | Аустралија        | 11                |                   |        |             |             |  |  |        |        |

### Четврфинале
| 5. август 2012. 14:50 | Детаљи | Мађарска                                     | 11 : 10 | Русија    | Ватерполо арена Судије: Масимилијано Капути (ИТА), Маријо Бргуљан (ЦГ) |
| 5. август 2012. 14:50 | Детаљи | Резултати по четвртинама: 3:3, 4:2, 1:3, 3:2 |         |           | Ватерполо арена Судије: Масимилијано Капути (ИТА), Маријо Бргуљан (ЦГ) |
| 5. август 2012. 14:50 | Детаљи | 4 играчице по 2                              | Стрелци | Иванова 4 | Ватерполо арена Судије: Масимилијано Капути (ИТА), Маријо Бргуљан (ЦГ) |

| 5. август 2012. 16:10 | Детаљи | Кина                                                         | 16 (2) : 16 (4) | Аустралија     | Ватерполо арена Судије: Георгиос Ставридис (ГРЧ), Драган Штампалија (ХРВ) |
| 5. август 2012. 16:10 | Детаљи | Резултати по четвртинама: 5:5, 3:3, 4:2, 2:4 Продужетак: 2:2 |                 |                | Ватерполо арена Судије: Георгиос Ставридис (ГРЧ), Драган Штампалија (ХРВ) |
| 5. август 2012. 16:10 | Детаљи | Ma Huanhuan 4                                                | Стрелци         | Ралф, Загаме 3 | Ватерполо арена Судије: Георгиос Ставридис (ГРЧ), Драган Штампалија (ХРВ) |

| 5. август 2012. 19:00 | Детаљи | Сједињене Државе                             | 9 : 6   | Италија    | Ватерполо арена Судије: Адријан Александреску (РУМ), Михајло Ћирић (СРБ) |
| 5. август 2012. 19:00 | Детаљи | Резултати по четвртинама: 3:3, 3:0, 0:1, 3:2 |         |            | Ватерполо арена Судије: Адријан Александреску (РУМ), Михајло Ћирић (СРБ) |
| 5. август 2012. 19:00 | Детаљи | Зајдеман 3                                   | Стрелци | Ди Марио 3 | Ватерполо арена Судије: Адријан Александреску (РУМ), Михајло Ћирић (СРБ) |

| 5. август 2012. 20:00 | Детаљи | Шпанија                                      | 9 : 7   | Велика Британија | Ватерполо арена Судије: Кори Вилијамс (НЗЛ), Гас Пинкер (ЈАР) |
| 5. август 2012. 20:00 | Детаљи | Резултати по четвртинама: 3:2, 3:0, 2:3, 1:2 |         |                  | Ватерполо арена Судије: Кори Вилијамс (НЗЛ), Гас Пинкер (ЈАР) |
| 5. август 2012. 20:00 | Детаљи | Миранда, Еспар 2                             | Стрелци | Пејнтер-Снел 3   | Ватерполо арена Судије: Кори Вилијамс (НЗЛ), Гас Пинкер (ЈАР) |

### Полуфинале од петог до осмог места
| 7. август 2012. 14:10 | Детаљи | Италија                                      | 10 : 14 | Кина            | Ватерполо арена Судије: Светлана Древал (РУС), Антон Бервоец (ХОЛ) |
| 7. август 2012. 14:10 | Детаљи | Резултати по четвртинама: 2:5, 2:5, 2:2, 4:2 |         |                 | Ватерполо арена Судије: Светлана Древал (РУС), Антон Бервоец (ХОЛ) |
| 7. август 2012. 14:10 | Детаљи | ди Марио 4                                   | Стрелци | 6 играчица по 2 | Ватерполо арена Судије: Светлана Древал (РУС), Антон Бервоец (ХОЛ) |

| 7. август 2012. 18:20 | Детаљи | Русија                                       | 11 : 9  | Велика Британија         | Ватерполо арена Судије: Денис Данелон (БРА), Херман Молер (АРГ) |
| 7. август 2012. 18:20 | Детаљи | Резултати по четвртинама: 3:3, 1:2, 4:2, 3:2 |         |                          | Ватерполо арена Судије: Денис Данелон (БРА), Херман Молер (АРГ) |
| 7. август 2012. 18:20 | Детаљи | Прокофјева 4                                 | Стрелци | Вилкокс, Пејнтнер-Снел 3 | Ватерполо арена Судије: Денис Данелон (БРА), Херман Молер (АРГ) |

### Полуфинале
| 7. август 2012. 15:30 | Детаљи | Сједињене Државе                                             | 11 : 9  | Аустралија | Ватерполо арена Судије: Улрих Шпигел (НЕМ), Мари Дезлиере (КАН) |
| 7. август 2012. 15:30 | Детаљи | Резултати по четвртинама: 3:3, 3:2, 1:1, 2:3 Продужетак: 2:0 |         |            | Ватерполо арена Судије: Улрих Шпигел (НЕМ), Мари Дезлиере (КАН) |
| 7. август 2012. 15:30 | Детаљи | Стефенс 4                                                    | Стрелци | Southern 4 | Ватерполо арена Судије: Улрих Шпигел (НЕМ), Мари Дезлиере (КАН) |

| 7. август 2012. 19:40 | Детаљи | Мађарска                                     | 9 : 10  | Шпанија | Ватерполо арена Судије: Драган Штампалија (ХРВ), Масимилијано Капути (ИТА) |
| 7. август 2012. 19:40 | Детаљи | Резултати по четвртинама: 1:2, 4:5, 2:2, 2:1 |         |         | Ватерполо арена Судије: Драган Штампалија (ХРВ), Масимилијано Капути (ИТА) |
| 7. август 2012. 19:40 | Детаљи | 3 играчице по 2                              | Стрелци | Еспар 4 | Ватерполо арена Судије: Драган Штампалија (ХРВ), Масимилијано Капути (ИТА) |

### Утакмица за седмо место
| 9. август 2012. 14:30 | Детаљи | Италија                                      | 11 : 7  | Велика Британија  | Ватерполо арена Судије: Daniel Flahive (АУС), Gyorgy Juhasz (МАЂ) |
| 9. август 2012. 14:30 | Детаљи | Резултати по четвртинама: 2:3, 4:0, 3:2, 2:2 |         |                   | Ватерполо арена Судије: Daniel Flahive (АУС), Gyorgy Juhasz (МАЂ) |
| 9. август 2012. 14:30 | Детаљи | Ди Марио 4                                   | Стрелци | Клејтон, McCann 2 | Ватерполо арена Судије: Daniel Flahive (АУС), Gyorgy Juhasz (МАЂ) |

### Утакмица за пето место
| 9. август 2012. 15:50 | Детаљи | Кина                                                         | 16 : 15 | Русија                 | Ватерполо арена Судије: Брајан Литлџон (ВБ), Стивен Ротстарт (САД) |
| 9. август 2012. 15:50 | Детаљи | Резултати по четвртинама: 3:3, 5:6, 3:2, 3:3 Продужетак: 2:1 |         |                        | Ватерполо арена Судије: Брајан Литлџон (ВБ), Стивен Ротстарт (САД) |
| 9. август 2012. 15:50 | Детаљи | Ma Huanhuan 6                                                | Стрелци | Федотова, Антононова 4 | Ватерполо арена Судије: Брајан Литлџон (ВБ), Стивен Ротстарт (САД) |

### Утакмица за треће место
| 9. август 2012. 18:40 | Детаљи | Аустралија                                                   | 13 : 11 | Мађарска     | Ватерполо арена Судије: Адријан Александреску (РУМ), Драган Штампалија (ХРВ) |
| 9. август 2012. 18:40 | Детаљи | Резултати по четвртинама: 2:1, 5:3, 3:4, 1:3 Продужетак: 2:0 |         |              | Ватерполо арена Судије: Адријан Александреску (РУМ), Драган Штампалија (ХРВ) |
| 9. август 2012. 18:40 | Детаљи | Beadsworth 4                                                 | Стрелци | Keszthelyi 3 | Ватерполо арена Судије: Адријан Александреску (РУМ), Драган Штампалија (ХРВ) |

### Утакмица за златну медаљу
| 9. август 2012. 20:25 | Детаљи | Сједињене Државе                             | 8 : 5   | Шпанија  | Ватерполо арена Судије: Мари Дезлиере (КАН), Георгиос Ставридис (ГРЧ) |
| 9. август 2012. 20:25 | Детаљи | Резултати по четвртинама: 1:1, 4:1, 2:0, 1:3 |         |          | Ватерполо арена Судије: Мари Дезлиере (КАН), Георгиос Ставридис (ГРЧ) |
| 9. август 2012. 20:25 | Детаљи | Стефенс 5                                    | Стрелци | Пареха 3 | Ватерполо арена Судије: Мари Дезлиере (КАН), Георгиос Ставридис (ГРЧ) |

| 2° место Шпанија | Олимпијски победник у ватерполу за жене САД 1° титула | 3° место Аустралија |

| \| Пласман \| Репрезентација \| \| ------- \| ---------------- \| \| Злато \| Сједињене Државе \| \| Сребро \| Шпанија \| \| Бронза \| Аустралија \| \| 4. \| Мађарска \| \| 5. \| Кина \| \| 6. \| Русија \| \| 7. \| Италија \| \| 8. \| Велика Британија \| | - Најбољи стрелац: Меги Стефенс 21 гол |
| Пласман | Репрезентација                         |
| Злато | Сједињене Државе                       |
| Сребро | Шпанија                                |
| Бронза | Аустралија                             |
| 4. | Мађарска                               |
| 5. | Кина                                   |
| 6. | Русија                                 |
| 7. | Италија                                |
| 8. | Велика Британија                       |

## Састави победничких екипа
| Злато  | Сједињене Државе | Бетси Армстронг, Хедер Петри, Мелиса Сајдеман, Бренда Вила, Лорен Венгер, Меги Стефенс, Кортни Метјусон, Џесика Стефенс, Елзи Вајндс, Кели Рулон, Аника Драјс, Ками Крег, Тумуа Анае       | Селектор: Адам Крикоријан |
| Сребро | Шпанија          | Лаура Естер, Марта Бак, Ана Еспар, Розер Тараго, Матилде Ортиз, Џенифер Пареха, Лорена Миранда, Пилар Пена, Андреа Блас, Она Месегуер, Маика Гарсија, Лаура Лопез, Ана Копадо              | Селектор: Мигел Анхел Ока |
| Бронза | Аустралија       | Викторија Браун, Гема Бредсворт, Софи Смит, Холи Линколн-Смит, Џејн Моран, Браунвен Кнокс, Рови Вебстер, Кејт Гинтер, Гленкора Ралф, Еш Саутерн, Мел Рипон, Никола Загаме, Алиша МекКормак | Селектор: Грег МекФејден  |